# Matheo Zoch
Matheo Henrique Zoch Méndez (Santa Cruz de la Sierra, 12 de julio de 1996) es un futbolista boliviano. Juega como centrocampista.

## Clubes
| Club              | País    | Año         |
| ----------------- | ------- | ----------- |
| Oriente Petrolero | Bolivia | 2013 - 2017 |
| Huachipato        | Chile   | 2017        |
| Guabirá           | Bolivia | 2018        |
| Royal Pari F. C.  | Bolivia | 2019        |
| Oriente Petrolero | Bolivia | 2020 - 2021 |
| The Strongest     | Bolivia | 2021        |
| Real Santa Cruz   | Bolivia | 2022        |
| Wilstermann       | Bolivia | 2022        |